# 615. pehotni polk (Wehrmacht)
Za druge 615. polke glejte 615. polk.
615. pehotni polk (izvirno nemško Infanterie-Regiment 615) je bil eden izmed pehotnih polkov v sestavi redne nemške kopenske vojske med drugo svetovno vojno.

## Zgodovina
Polk je bil ustanovljen 19. septembra 1942 pri armadni skupini A (Južna Rusija) iz enot RADa WK V ter dodeljen 381. pehotni diviziji.
15. oktobra istega leta je bil polk preimenovan v 615. grenadirski polk.